# Ciclismo (sport)
Il ciclismo è lo sport in cui si utilizza la bicicletta. È regolamentato dall'Unione Ciclistica Internazionale (UCI).
Nell'ambito del ciclismo sportivo classico esistono storicamente tre specialità principali: il ciclismo su pista, il ciclismo su strada e il ciclocross. Dagli anni ottanta ha avuto molta diffusione anche il mountain bike. Esistono poi anche le competizioni di BMX, quelle di trial, quelle di ciclismo indoor (suddivise in ciclismo artistico e ciclopalla), quelle di paraciclismo e quelle, più recenti, di Cycling Esports. Queste nuove discipline sono quelle riconosciute dall'UCI.

## Storia

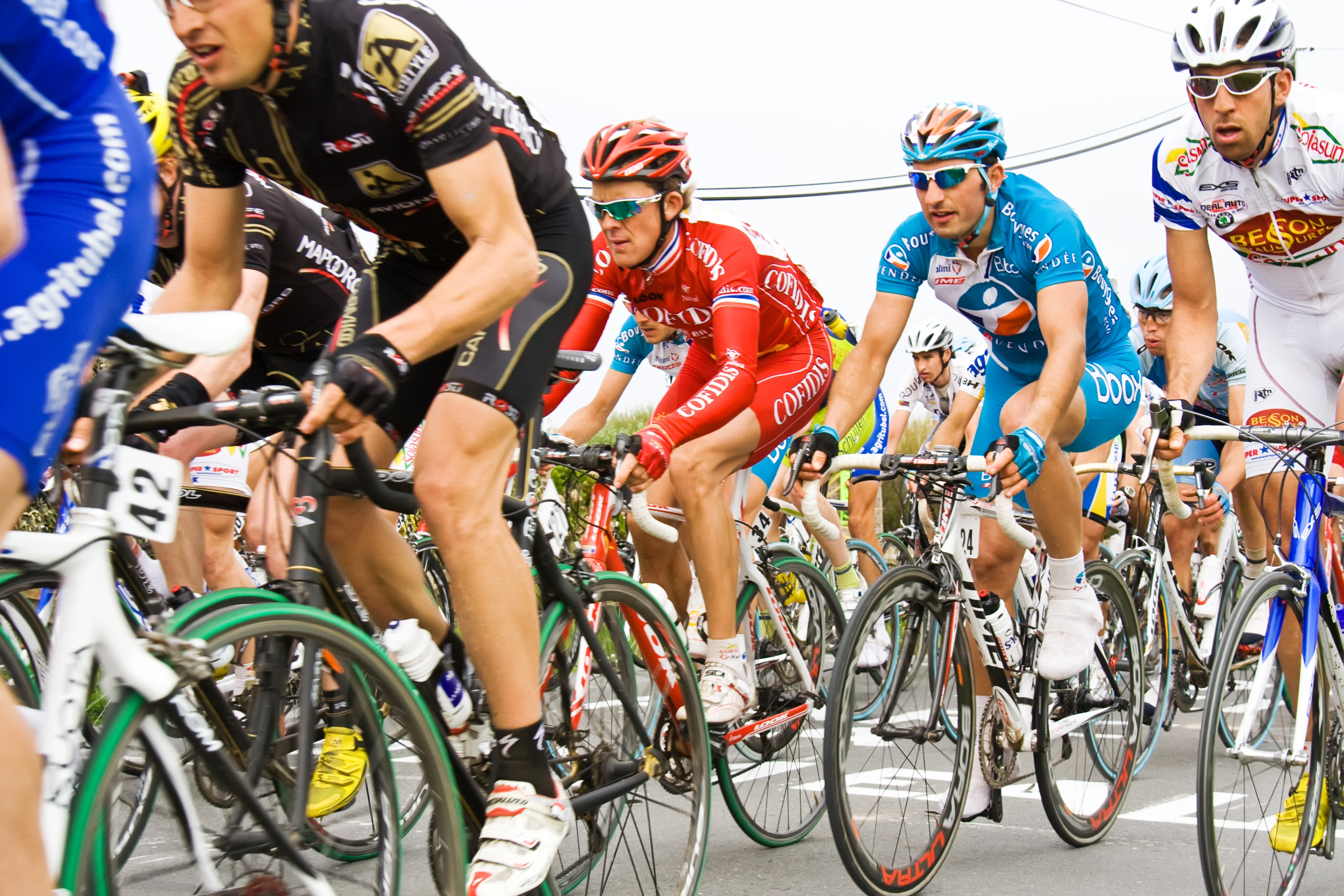
Ciclisti professionisti

Quasi contemporaneamente o poco dopo la diffusione della bicicletta, il ciclismo divenne uno sport. Si trattò del primo sport a grande diffusione internazionale; se altre discipline come il baseball, il rugby e il cricket sono ritenute parte integrante della storia recente di alcuni paesi come gli Stati Uniti, la Nuova Zelanda e il Regno Unito, il ciclismo, pur raggiungendo storicamente la maggior popolarità in Italia, Francia, Paesi Bassi, Belgio e Spagna, gode di molto consenso in molte altre parti del mondo.
Le prime competizioni agonistiche in bicicletta nacquero nella seconda metà del XIX secolo. Si svolgevano quasi esclusivamente su pista, anche se già nell'ultimo decennio dell'Ottocento cominciarono a essere corse gare su strada, tali competizioni (spesso massacranti, per distanza percorsa e condizione delle strade) verranno denominate "classiche". Le prime corse a tappe si tennero invece solo dall'inizio del secolo successivo.
La prima corsa ciclistica documentata si tenne il 31 maggio 1868, su un tratto di 1200 metri all'interno del Parco di Saint-Cloud vicino a Parigi; fu vinta da James Moore, un inglese residente in Francia. La prima corsa a coprire la distanza fra due città fu la Parigi-Rouen, nel 1869, vinta sempre da Moore, che riuscì a coprire i 123 chilometri del percorso in 10 ore e 40 minuti.
In Italia la prima corsa ciclistica su strada a essere disputata fu la Firenze-Pistoia, corsa il 2 febbraio 1870, organizzata dal neo costituito Veloce Club Firenze. Parteciparono 19 dei 23 concorrenti iscritti che si sfidarono sul percorso fra le due città, 33 chilometri in sella a primordiali biciclette. Vi è chi la definisce la prima gara su strada in assoluto, di certo fu la prima di quel tipo, internazionale. Tra gli iscritti c'erano infatti concorrenti di Stati Uniti, Francia, Belgio. Vinse lo statunitense Rynner Van Heste davanti al francese Auguste Charles, terzo un altro francese, Alexandre De Sariette.

## Discipline

### Ciclismo su strada

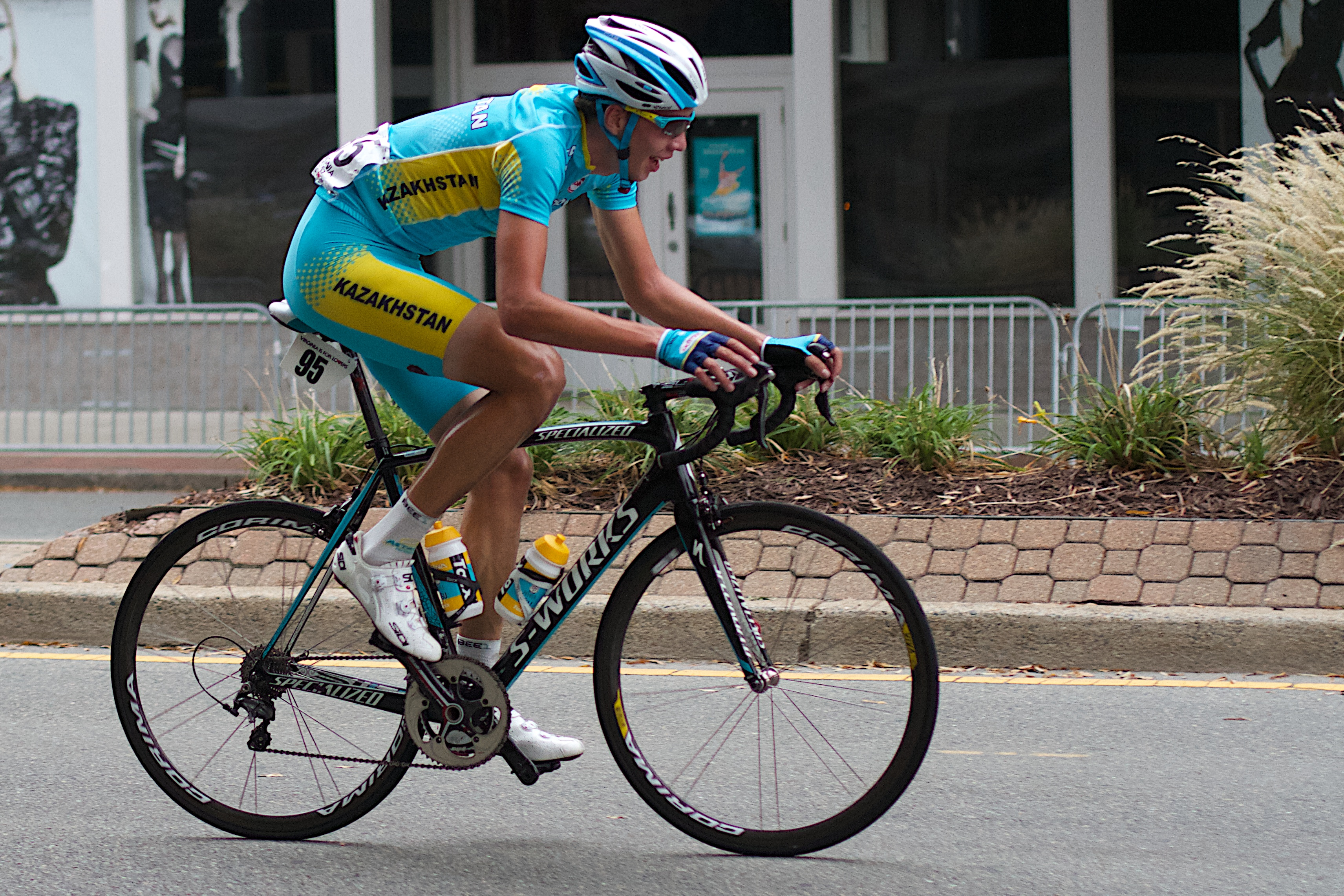
Atleta impegnato in una gara su strada

Il ciclismo su strada è probabilmente la disciplina più diffusa, praticata e seguita del ciclismo. Le gare, che si disputano solitamente da febbraio a ottobre, si dividono in due tipologie: corse di un giorno e corse a tappe.
Tra le corse di un giorno più famose, chiamate "classiche", rientrano la Milano-Sanremo, il Giro delle Fiandre, la Parigi-Roubaix, la Liegi-Bastogne-Liegi e il Giro di Lombardia. Si aggiungono al calendario anche i campionati del mondo, che si svolgono annualmente, e le prove dei Giochi olimpici estivi, ogni quattro anni.
Le corse a tappe più importanti sono invece il Tour de France, il Giro d'Italia e la Vuelta a España: queste corse durano ciascuna tre settimane e si articolano su 20-22 tappe, in linea o a cronometro. Altre importanti corse a tappe, anche se più brevi, sono il Giro di Svizzera, il Critérium du Dauphiné e la Tirreno-Adriatico.
Dal 1989 al 2004 le principali corse di un giorno del calendario internazionale formavano il programma della Coppa del mondo. Nel 2005 la Coppa del mondo è stata sostituita dall'UCI ProTour, manifestazione comprendente tutte le principali corse del calendario, sia di un giorno sia a tappe. Nel 2011 è nato invece l'UCI World Tour.

### Ciclismo su pista

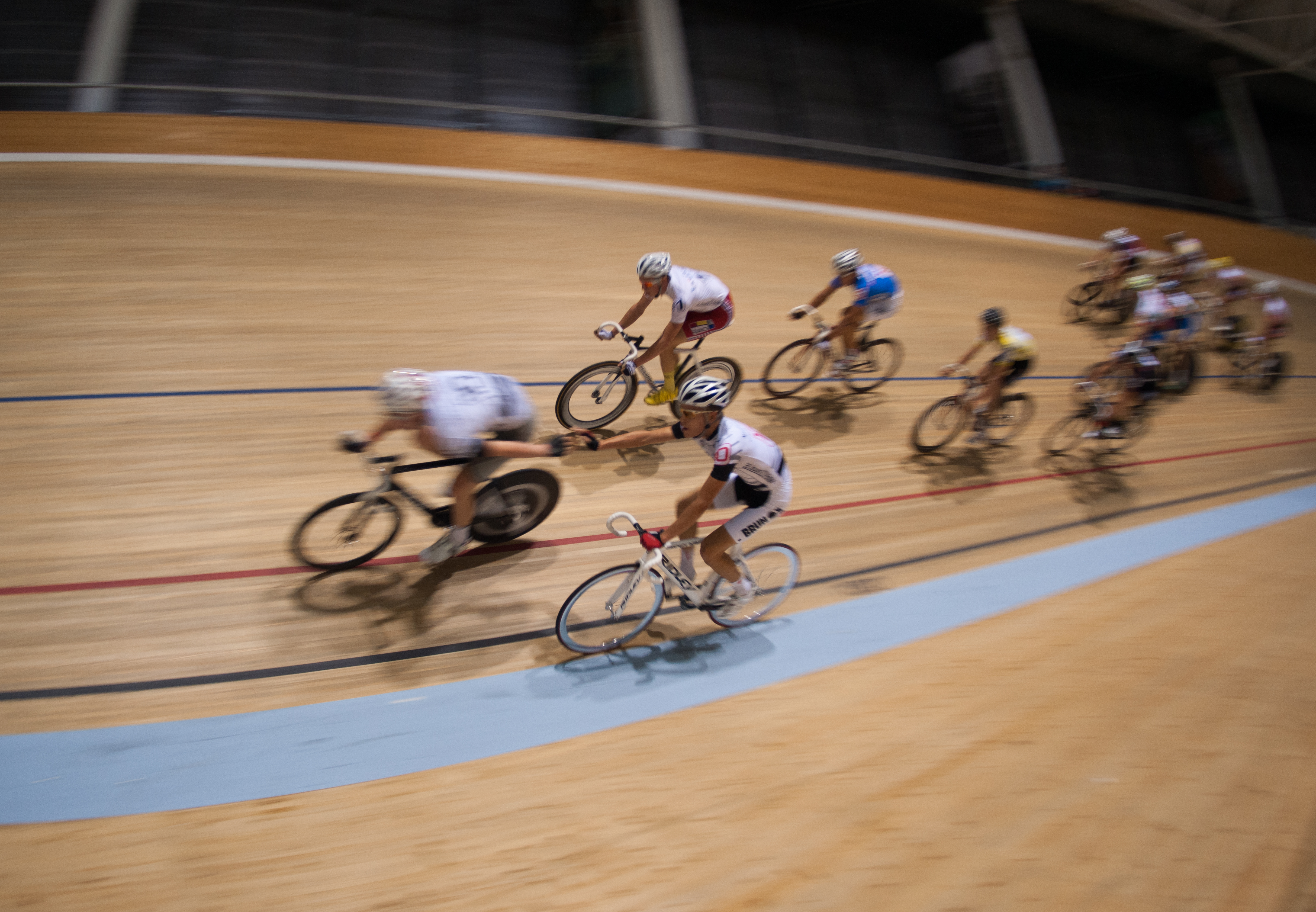
Una competizione su pista

Il ciclismo su pista consiste in una serie di competizioni che si svolgono in un velodromo, cioè una pista (all'aperto o al chiuso) formata da due rettilinei e da due curve particolarmente inclinate per vincere la forza centrifuga.
Tra le specialità si possono distinguere la velocità, l'inseguimento, sia individuale sia a squadre, la cronometro, la velocità a squadre, la corsa a punti, l'americana, il keirin, la corsa a eliminazione e lo scratch. Diffuse un tempo anche le prove di velocità in tandem e il mezzofondo, o dietro motori. Specialità più moderna, e inclusa nel programma olimpico, è invece l'omnium, comprendente quattro differenti prove.
Le principali competizioni su pista sono le prove dei Giochi olimpici, aperti ai dilettanti e ai professionisti, che si svolgono ogni quattro anni, ma anche i campionati del mondo di specialità (con cadenza annuale), le prove di Coppa del mondo (sostituita dal 2021 dalla Coppa delle Nazioni) e le Sei giorni, che si disputano nel corso dell'anno nelle più prestigiose piste di tutto il mondo.

### Ciclocross

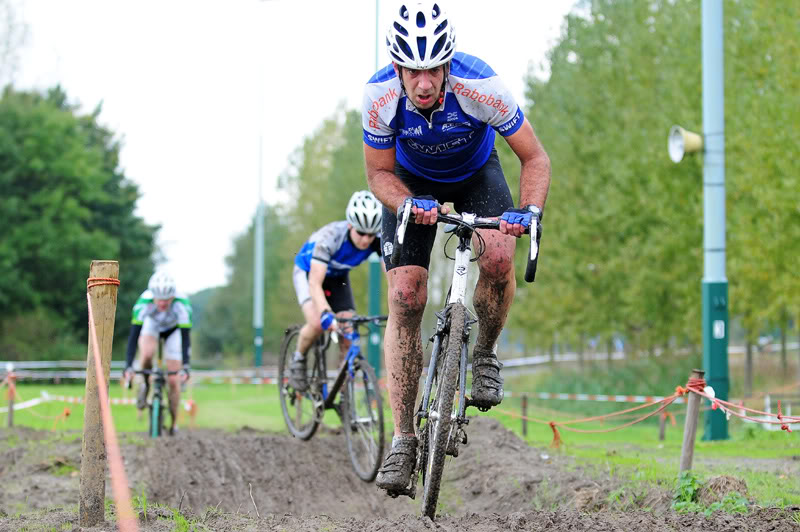
Atleti impegnati in una gara di ciclocross

Il Cc(ciclocross) è una particolare disciplina, non olimpica, praticata soprattutto in autunno e nei mesi invernali e diffusa soprattutto tra Belgio, Paesi Bassi, Italia, Francia e Repubblica Ceca. Viene talvolta praticata anche da ciclisti specialisti su strada durante l'interruzione della loro attività agonistica.
I percorsi presentano pendenze variabili, salite e discese brevi e molto ripide, molte curve angolate e tratti su sentiero strettissimo. Vengono allestiti solitamente su tratti sterrati o sabbiosi, in prati e boschi, e raramente presentano tratti in asfalto (abitualmente solo il rettilineo d'arrivo).
Le gare più importanti sono i campionati del mondo, anch'essi disputati annualmente, e le prove di Coppa del mondo e delle competizioni multiprova come il Superprestige e il Trofee.

### Mountain biking

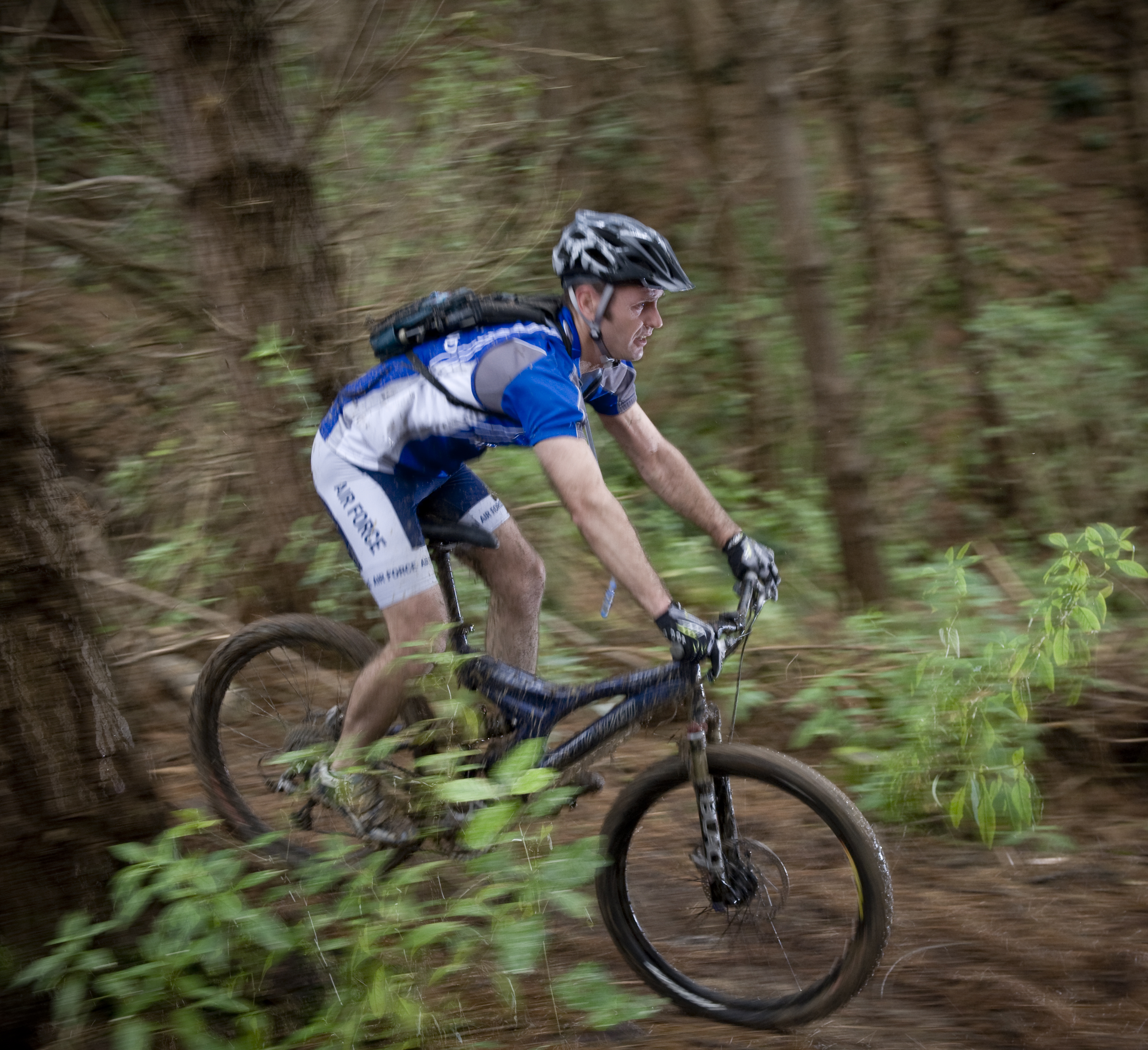
Ciclista che pratica mountain biking

Negli ultimi anni si è diffusa la disciplina del mountain biking, disputata con particolari biciclette, le mountain bike, e su percorsi fuoristrada.
Esistono diverse specialità, caratterizzate da differente organizzazione delle gare, diversa tipologia di percorso, di mezzi e di equipaggiamenti. Le principali sono il cross country, il marathon (o granfondo), il downhill, il dual slalom, il four-cross e il cross country eliminator. Da ultimo ma non per importanza, l'enduro, importante disciplina della mtb. Caratterizza questa disciplina la presenza di discese molto ripide e fisiche, e salite nel caso delle competizioni le salite, non sono cronometrate, quindi solo la discesa fa la differenza nella classifica generale. Comunque però bisogna percorrere la salita in un certo tempo, se si supera il limite di tempo verra sommato il ritardo al tempo della p.s. (prova speciale, discesa).
Le gare più importanti sono anche in questo caso i campionati del mondo di tutte le specialità prima elencate, le prove di coppa del mondo, i campionati continentali e, unicamente per il cross country, la prova di specialità ai Giochi olimpici.

### Altre discipline riconosciute
Le altre discipline riconosciute dall'Unione Ciclistica Internazionale sono:

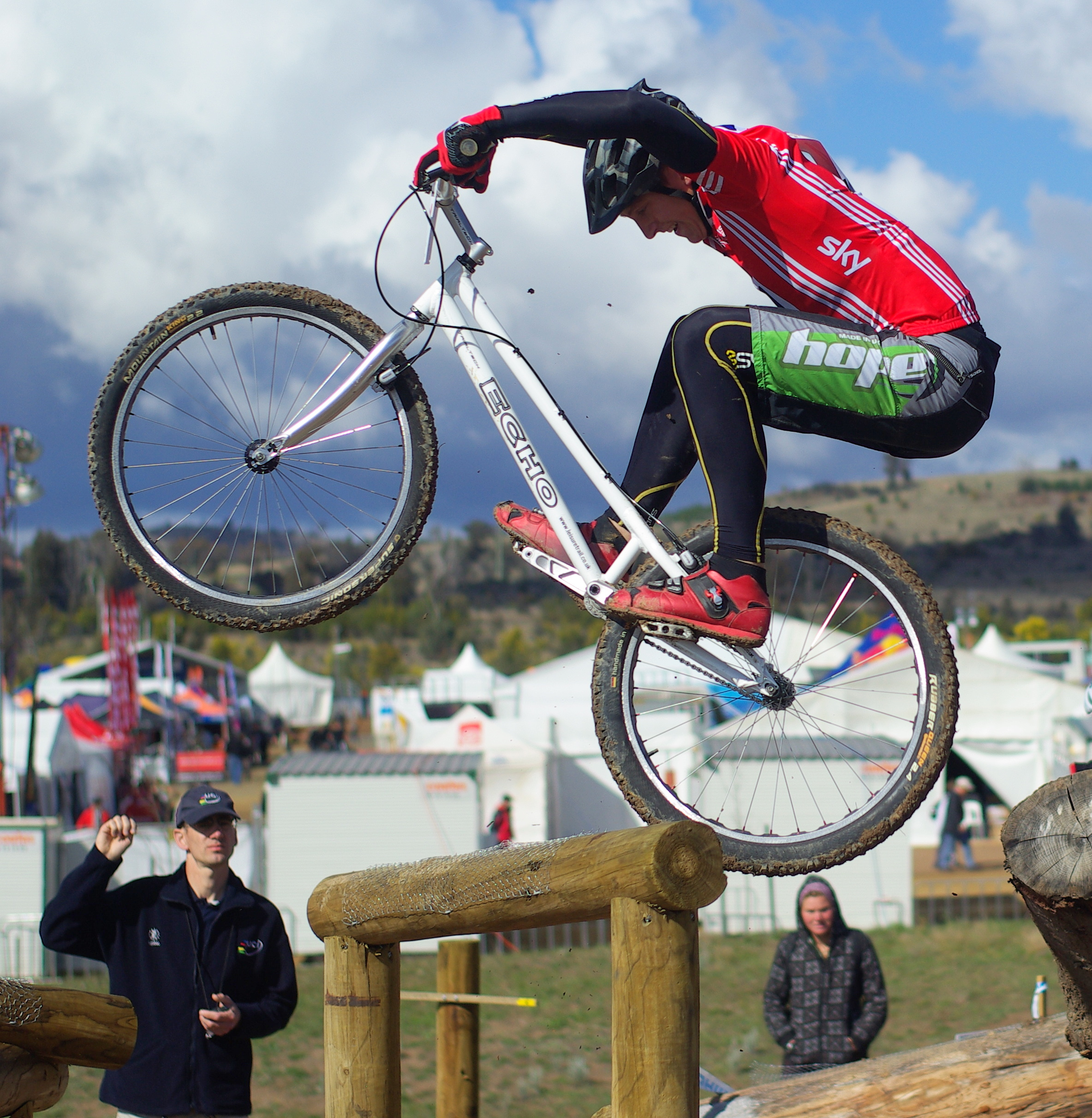
Ciclista impegnato in una gara di trial

- BMX, praticato sia in gare (BMX Racing) sia in prove di freestyle (BMX Freestyle). È incluso nel programma dei Giochi olimpici, dal 2008 per la specialità racing e dal 2020 anche per la specialità freestyle.
- Trial, che include gare a ostacoli, praticato con biciclette con ruote da 20" e 26". Non è incluso nel programma olimpico.
- Ciclismo indoor, suddiviso nelle specialità del ciclopalla e del ciclismo artistico. Non è incluso nel programma olimpico.
- Paraciclismo, che include gare per atleti non vedenti, con disabilità motorie, con paralisi cerebrali e su handbike, sia su strada che su pista. È incluso nel programma dei Giochi paralimpici.
- Cycling Esports, che include gare virtuali corse pedalando sui rulli. Non è incluso nel programma olimpico.